# 巴里泽
巴里泽（法語：Barizey，法語發音：[baʁizɛ]）是法国索恩-卢瓦尔省的一个市镇，属于索恩河畔沙隆区。

## 地理
巴里泽（46°47'20"N, 4°40'43"E）面积5.58 平方千米，位于法国勃艮第-弗朗什-孔泰大區索恩-卢瓦尔省，该省份为法国中部省份，北起顺时针与科多尔省、汝拉省、安省、罗讷省、卢瓦尔省、阿列省和涅夫勒省接壤。
与巴里泽接壤的市镇（或旧市镇、城区）包括：圣马尔德沃、沙泰勒莫龙、让布勒、圣但尼德沃、圣让德沃。

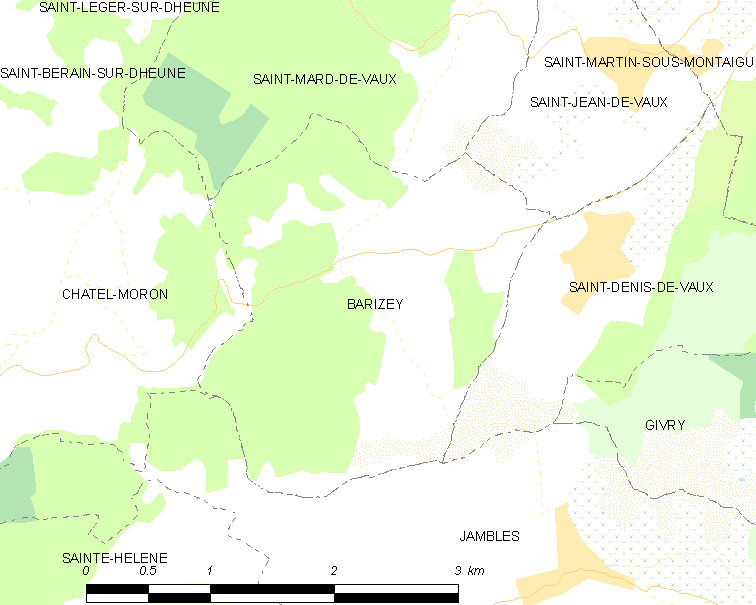
巴里泽的OSM定位图

巴里泽的时区为UTC+01:00、UTC+02:00（夏令时）。

## 行政
巴里泽的邮政编码为71640，INSEE市镇编码为71019。

## 政治
巴里泽所属的省级选区为日夫里县。

## 人口

1962-2008年间巴里泽人口变化图示

巴里泽于2022年1月1日时的人口数量为139人。